# Čmelák mechový
Čmelák mechový (Bombus muscorum Linné) je zástupce čeledi včelovitých. V České republice náleží mezi zákonem chráněné druhy.

## Rozmnožování
Patří do druhové skupiny pocket makers, tzn. že při stavbě díla jsou pod larvami budovány zvláštní voskové kapsičky. Dělnice do nich ukládají pyl a med. Larvy nejsou krmeny, ale samy takto nashromážděnou potravu odebírají.

## Popis
Typickým pro tento druh je zlatavě béžové tělo a pomerančové zbarvená hruď.
Jedná se o středně velký druh. Matka dorůstá do velikosti 18 mm až 20 mm.

## Výskyt
Výskyt na území Česka je poměrně vzácný.